# Pirata molensis
Pirata molensis är en spindelart som först beskrevs av Embrik Strand 1908.  Pirata molensis ingår i släktet Pirata och familjen vargspindlar.
Artens utbredningsområde är Etiopien. Inga underarter finns listade i Catalogue of Life.